# Juli 2015
Portal Geschichte | Portal Biografien | Aktuelle Ereignisse | Jahreskalender | Tagesartikel

◄ |
20. Jahrhundert |
21. Jahrhundert

◄ |
1980er |
1990er |
2000er |
2010er
| 2020er | 2030er | 2040er

◄ |
2011 |
2012 |
2013 |
2014 |
2015
| 2016 | 2017 | 2018 | 2019 | ►

◄ |
April 2015 |
Mai 2015 |
Juni 2015 |
Juli 2015 |
August 2015 |
September 2015 |
Oktober 2015 |
►
Dieser Artikel behandelt tagesbezogene Nachrichten und Ereignisse im Juli 2015.

## Tagesgeschehen

### Mittwoch, 1. Juli 2015
- Luxemburg/Luxemburg: Das Fürstentum übernimmt bis zum 31. Dezember 2015 turnusgemäß die EU-Ratspräsidentschaft.[1]
- Sèvres/Frankreich: Das Internationale Büro für Maß und Gewicht fügt um 1.59 Uhr und 59 s Mitteleuropäischer Sommerzeit eine Schaltsekunde in die Koordinierte Weltzeit (UTC) ein. Störende Einflüsse auf Erdbahn und -rotation ohne UTC-Korrektur hätten zur Folge, dass sich die Erde nach 90 Jahren erst mit 60 s Verzögerung an der Stelle einer kompletten jährlichen Sonnenumrundung befände.[2]
- Washington, D.C./Vereinigte Staaten: Kuba und die Vereinigten Staaten nehmen ihre diplomatischen Beziehungen wieder auf. Seit Ende der 1970er-Jahre haben beide Länder im jeweils anderen Land diplomatische Missionen unterhalten, die nicht den gleichen Status wie Botschaften hatten.[3]

### Donnerstag, 2. Juli 2015

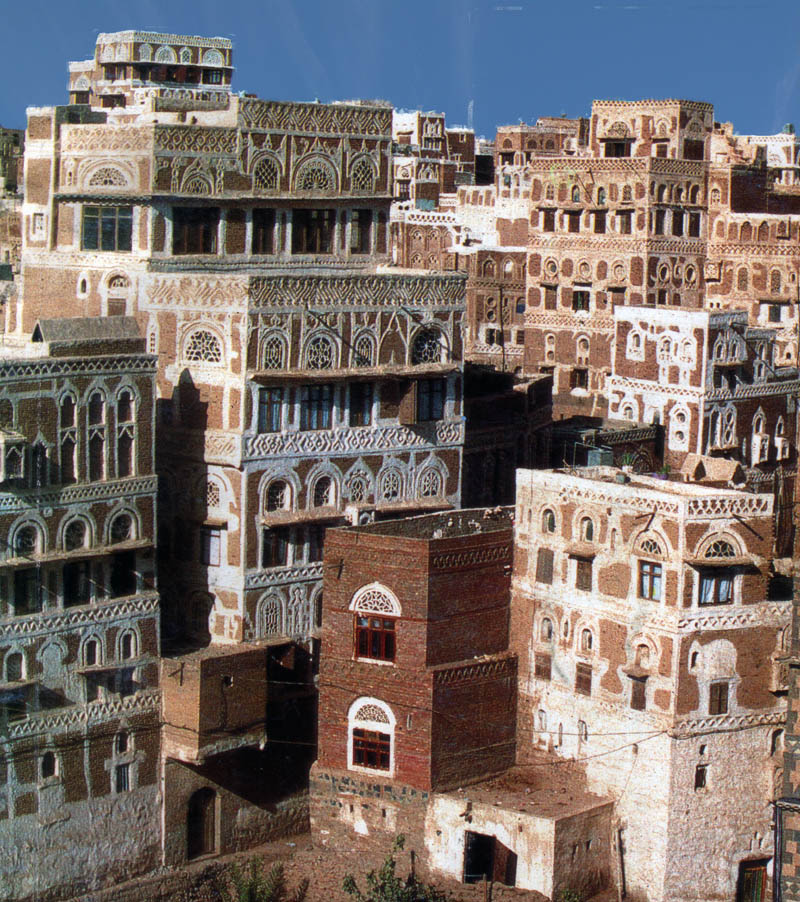
Turmhäuser in der jemenitischen Stadt Sanaa

- Paris/Frankreich: Die UNESCO setzt als Folge des bewaffneten Konflikts im Jemen die Altstadt von Sanaa und die Festungsstadt Schibam mit ihren jahrhundertealten Hochhäusern aus Lehm auf die Rote Liste des gefährdeten Welterbes. Einen Tag zuvor haben die Vereinten Nationen die höchste Nothilfestufe für den Jemen ausgerufen.[4]

### Freitag, 3. Juli 2015

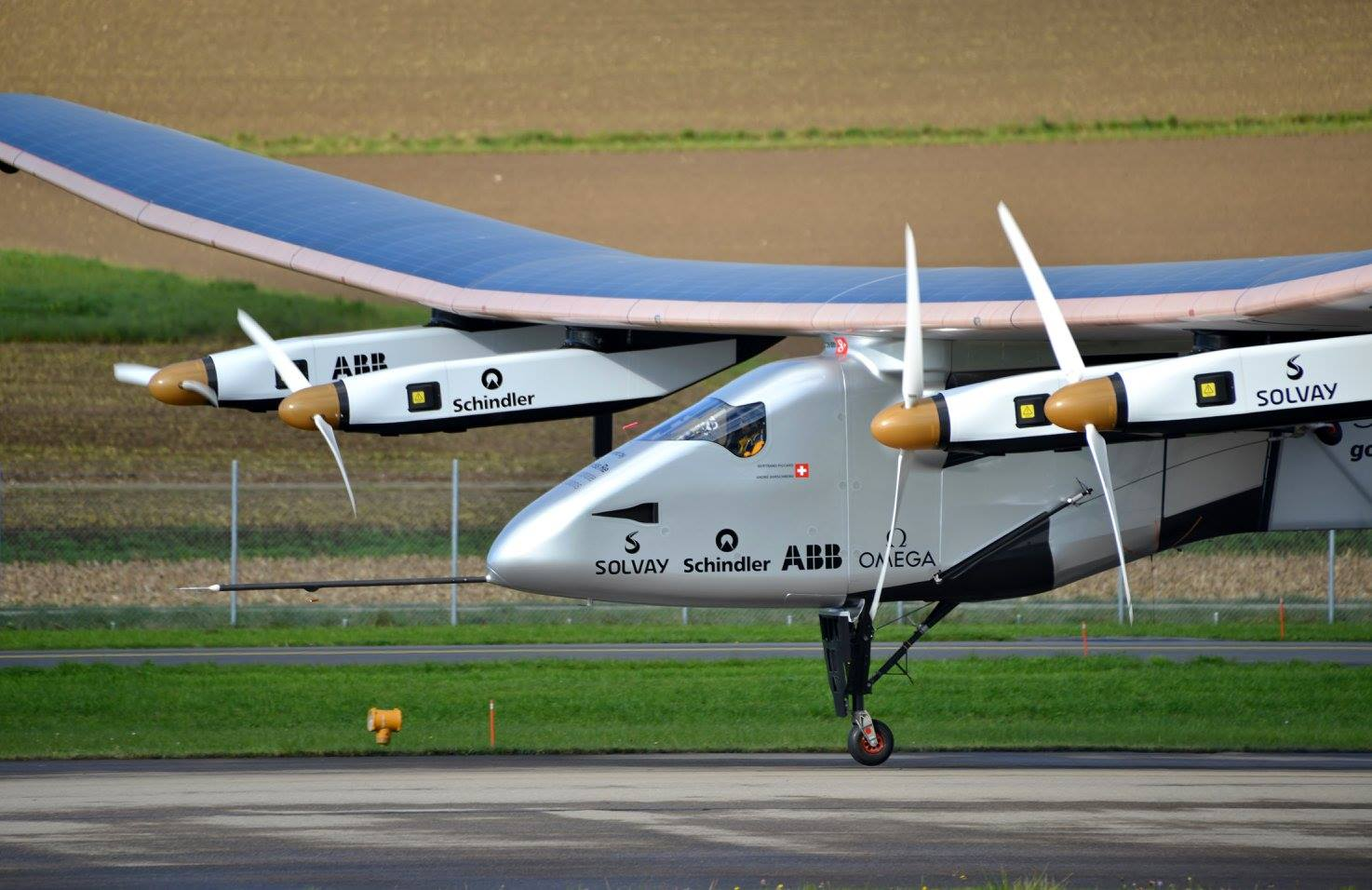
Solar Impulse 2

- Berlin/Deutschland: Der Deutsche Bundestag verabschiedet das Gesetz zur Verbesserung der Zusammenarbeit im Bereich des Verfassungsschutzes. Das Bundesamt für Verfassungsschutz (BfV) wird durch die Verfassungsschutzreform zur zentralen Dienst- und Koordinierungsstelle für die Landesämter für Verfassungsschutz (LfV) und darf nötigenfalls Beobachtungsaufgaben anstelle der Landesbehörden selbst wahrnehmen. Die Verbesserung des Informationsflusses soll auch das gemeinsame Nachrichtendienstliche Informationssystem (NADIS) ermöglichen.[5]
- Honolulu/Vereinigte Staaten: Nach einem 94 Stunden dauernden Non-Stop-Flug über eine Strecke von 8.300 Kilometern landet das Schweizer Solarflugzeug Solar Impulse 2 sicher auf Hawaii. Pilot André Borschberg bricht damit den bisherigen Weltrekord von Steve Fossett für den längsten Alleinflug aus dem Jahr 2006, der 76 Stunden und 45 Minuten in der Luft war.[6]

### Samstag, 4. Juli 2015
- Al-Zabadani/Syrien: Im syrischen Bürgerkrieg beginnen die Regierungsstreitkräfte unter dem alawitischen Präsidenten Baschar al-Assad und die schiitische Hisbollah-Miliz eine Offensive gegen die dschihadistisch-salafistische al-Nusra-Front.[7][8]
- Ariha/Syrien: Bei einem Bombenanschlag auf die Salem-Moschee werden mindestens 25 Mitglieder der al-Nusra-Front getötet. Anhänger der Nusra-Front machen die Miliz Islamischer Staat (IS) dafür verantwortlich.[9]
- Castel Gandolfo/Italien: Der emeritierte Papst Benedikt XVI. wird zum Ehrendoktor der Musikakademie Krakau und der Päpstlichen Universität Johannes Paul II. ernannt.[10]
- Santiago/Chile: Die Chilenische Fußballnationalmannschaft wird durch einen 4:1-Sieg durch Elfmeterschießen im Finale der Copa América gegen Argentinien zum ersten Mal Südamerikameister.[11]
- Tunis/Tunesien: Acht Tage nach dem auf Touristen verübten Anschlag in Port El-Kantaoui, ordnet Premierminister Habib Essid einen 30-tägigen und für das ganze Land geltenden Ausnahmezustand an. Zudem werden 80 Moscheen geschlossen.[12]

### Sonntag, 5. Juli 2015

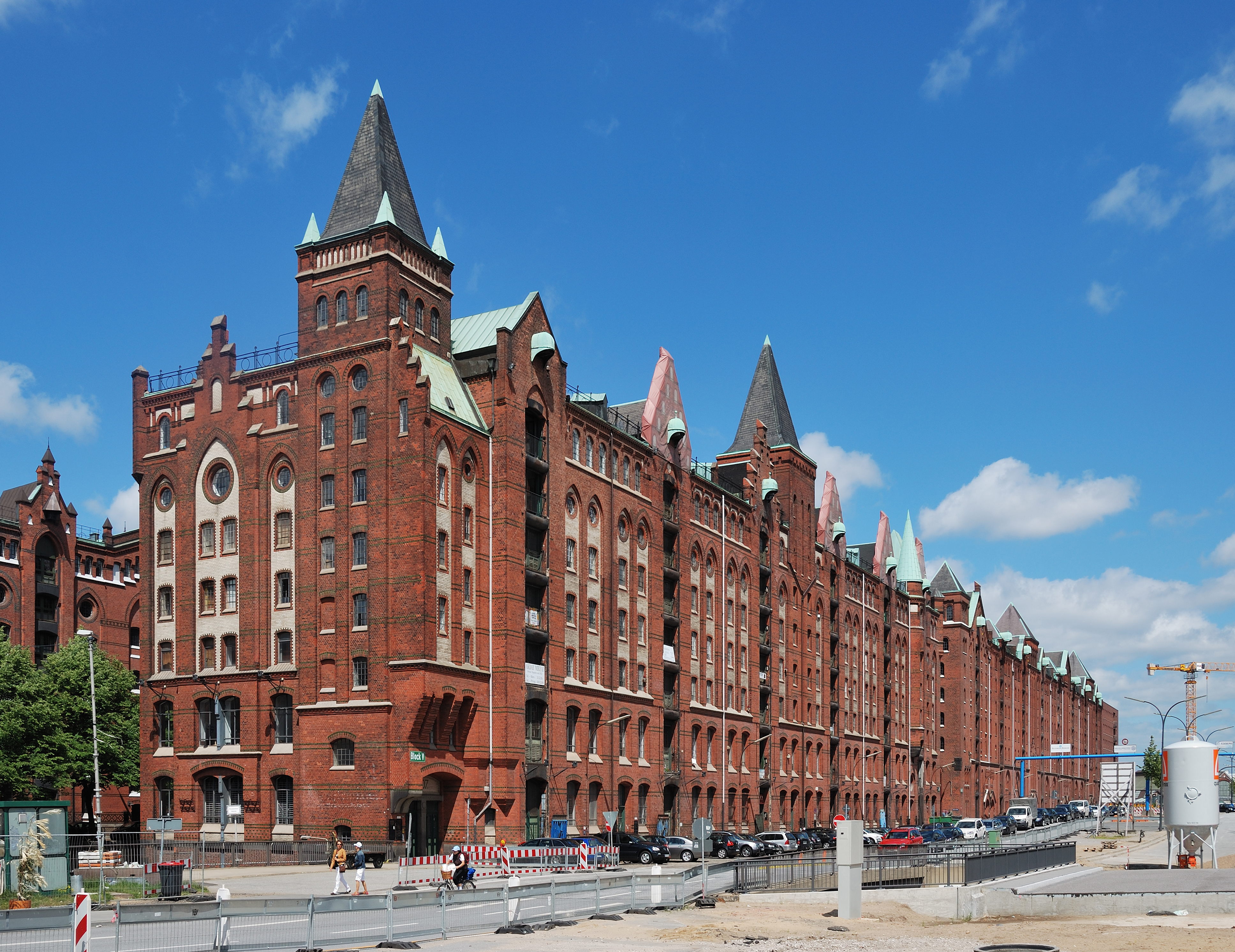
Die Speicherstadt in Hamburg wird Welterbestätte

- Athen/Griechenland: In einem Referendum spricht sich die Bevölkerung mehrheitlich gegen die von der Euro-Gruppe und dem Internationalen Währungsfonds (IWF) zur mittelfristigen Lösung der griechischen Staatsschuldenkrise geforderten Sparmaßnahmen und Reformen aus und stärkt die Position der Regierung unter Ministerpräsident Alexis Tsipras.[13]
- Baidschi/Irak: Die Miliz des Islamischen Staates (IS) erobert nach langen Gefechten und den Einsatz von Selbstmordattentätern drei Stadtteile der nordirakischen Stadt, die über die größte Ölraffinerie des Landes verfügt.[14]
- Hamburg/Deutschland: Die Speicherstadt und das Chilehaus mit dem Kontorhausviertel in Hamburg wird zum UNESCO-Welterbe erklärt.[15]
- Klagenfurt/Österreich: Die schweizerisch-deutsche Schriftstellerin Nora Gomringer wird mit dem Ingeborg-Bachmann-Preis des Jahres 2015 ausgezeichnet.[16]
- Vancouver/Kanada: Im Finale der Fußball-Weltmeisterschaft der Frauen 2015 siegen die USA gegen Japan mit 5:2 und sind damit zum dritten Mal Weltmeister.[17]

### Montag, 6. Juli 2015
- Athen/Griechenland: Yanis Varoufakis tritt als griechischer Finanzminister zurück. Sein Nachfolger wird Efklidis Tsakalotos.[18]
- Daressalam/Tansania: Bei einem Krisentreffen beraten die Mitgliedsstaaten der Ostafrikanischen Gemeinschaft (EAC) über die Lage in Burundi. Bei der geplanten Präsidentschaftswahl in dem Land am 15. Juli will sich Präsident Pierre Nkurunziza entgegen der Verfassung erneut wählen lassen.[19]

### Dienstag, 7. Juli 2015
- Kabul/Afghanistan: Bei einem Selbstmordanschlag auf einen NATO-Konvoi im Südosten der afghanischen Hauptstadt werden nach Angaben des dortigen Polizeichefs drei Ausländer verletzt.[20]

### Mittwoch, 8. Juli 2015

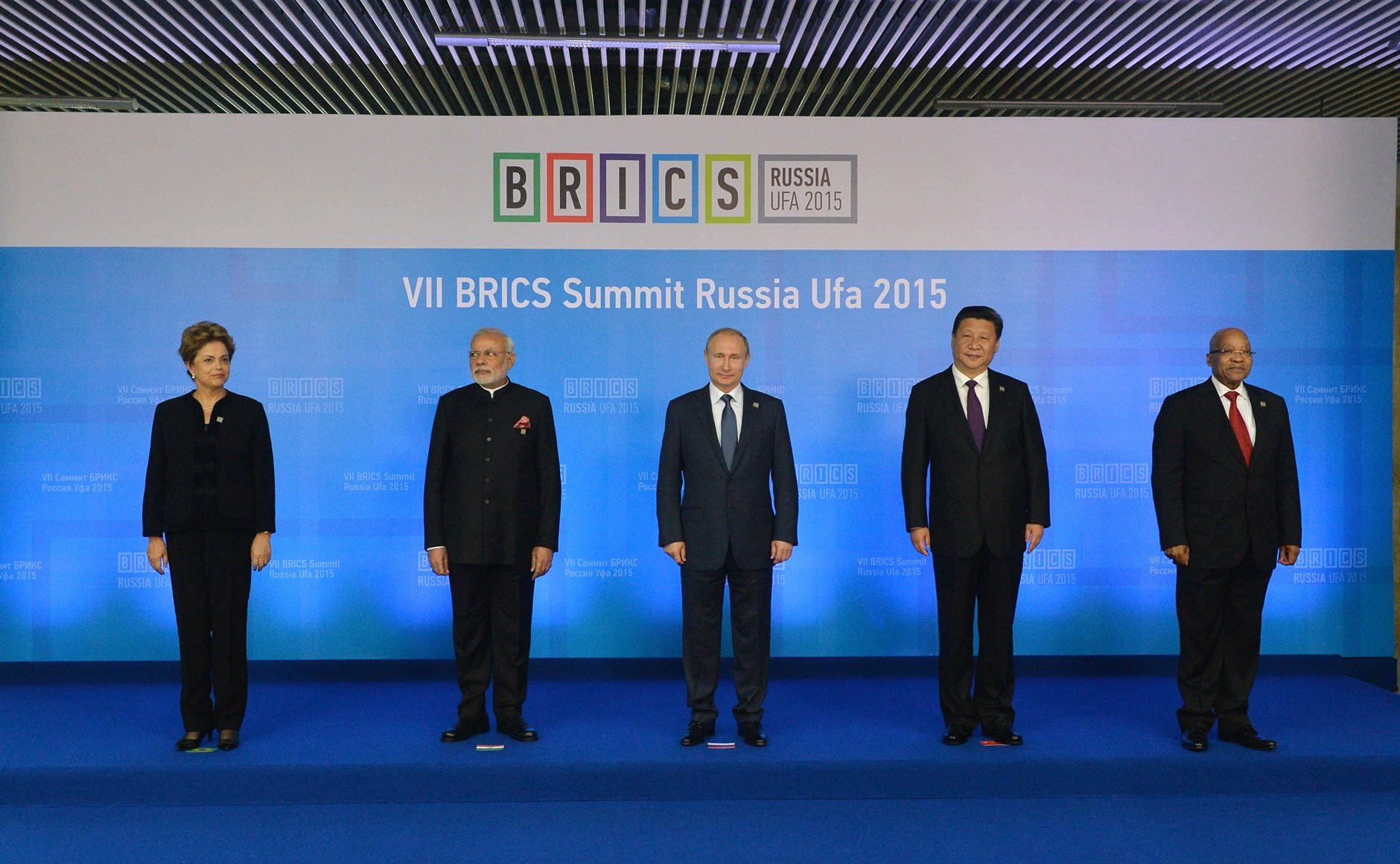
7. Gipfeltreffen der BRICS-Staaten in Ufa, Russland

- Berlin/Deutschland: Die US-amerikanische Nachrichtenorganisation Special Collection Service (SCS), die die Nachrichtendienstfähigkeiten der Auslandgeheimdienste Central Intelligence Agency (CIA) und National Security Agency (NSA) verbindet, hat nach Informationen der Enthüllungsplattform WikiLeaks von Standorten unter anderem in Berlin und Frankfurt am Main Telefongespräche abgehört, darunter auch Personen des Bundeskanzleramtes während der Regierungszeit der Bundeskanzler Helmut Kohl (CDU), Gerhard Schröder (SPD) und Angela Merkel (CDU).[21][22]
- Palermo/Italien: Die Kriminalbehörde Direzione Investigativa Antimafia (DIA) zur Bekämpfung der Organisierten Kriminalität beschlagnahmt das Vermögen von fünf Mitgliedern der Familie Virga aus Palermo. Die Familie soll mit der Verbrecherorganisation Cosa Nostra kooperiert haben.[23][24]
- Quito/Ecuador: Bei einer Messe in der ecuadorianischen Hauptstadt ruft Papst Franziskus mit deutlichen Worten zum Umweltschutz auf und stärkt damit den Ureinwohnern des bedrohten Nationalparks Yasuní den Rücken. Er fordert außerdem eine bessere Integration der indigenen Bevölkerung sowie der afrikanischstämmigen Ecuadorianer. Ecuador ist die erste Station der Südamerikareise des Papstes.[25]
- Ufa/Russland: In der russischen Republik Baschkortostan beginnt das 7. Gipfeltreffen der BRICS-Staaten.[26]
- Wien/Österreich: Der österreichische Nationalrat beschließt ein generelles Rauchverbot für die Gastronomie ab Mai 2018.[27][28]

### Donnerstag, 9. Juli 2015

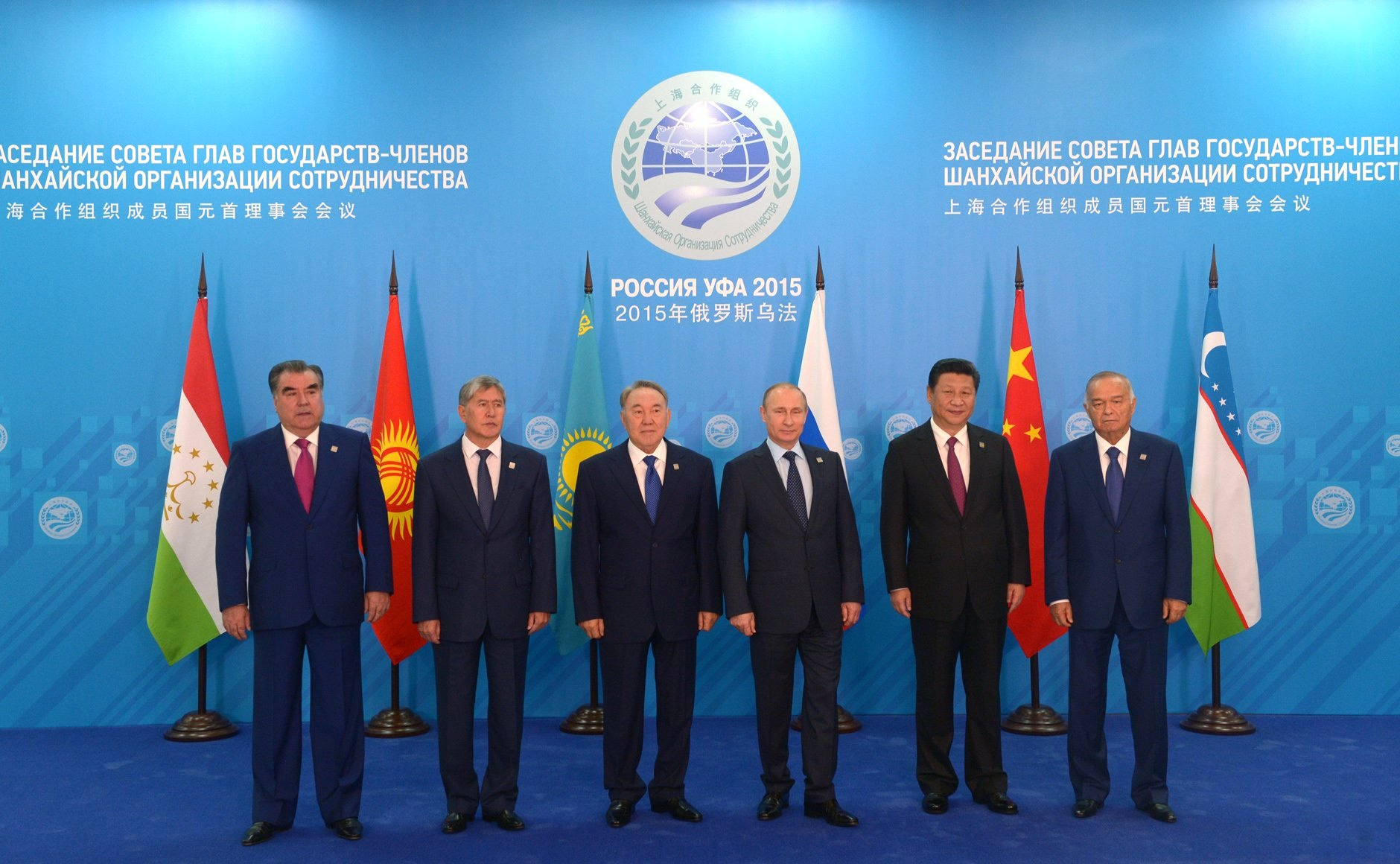
15. Gipfeltreffens der Shanghaier Organisation für Zusammenarbeit (SCO)

- Ufa/Russland: In Ufa beginnt das 15. Gipfeltreffen der Staats- und Regierungschefs der Shanghaier Organisation für Zusammenarbeit (SCO).[29]

### Freitag, 10. Juli 2015
- Berlin/Deutschland: Die deutsche Bundesregierung erkennt die Niederschlagung des Aufstandes der Herero und Nama im damaligen Deutsch-Südwestafrika als Völkermord an.[30]
- Santa Cruz de la Sierra/Bolivien: Bei der zweiten Station seiner Südamerikareise entschuldigt sich Papst Franziskus für die Vergehen der katholischen Kirche an der indigenen Bevölkerung und erneuert seine Kritik am Kapitalismus beim sozialistischen Staatspräsidenten Evo Morales.[31]
- Oroslavje/Kroatien: Der Rollerski-Weltcup beginnt. Er endet mit den Rollerski-Weltmeisterschaften vom 24. bis 27. September 2015 im Val di Fiemme. Die Gesamtwertung der Männer wird Robin Norum für sich entscheiden. Bei der Gesamtwertung der Frauen wird Linn Sömskar Erste.

### Samstag, 11. Juli 2015

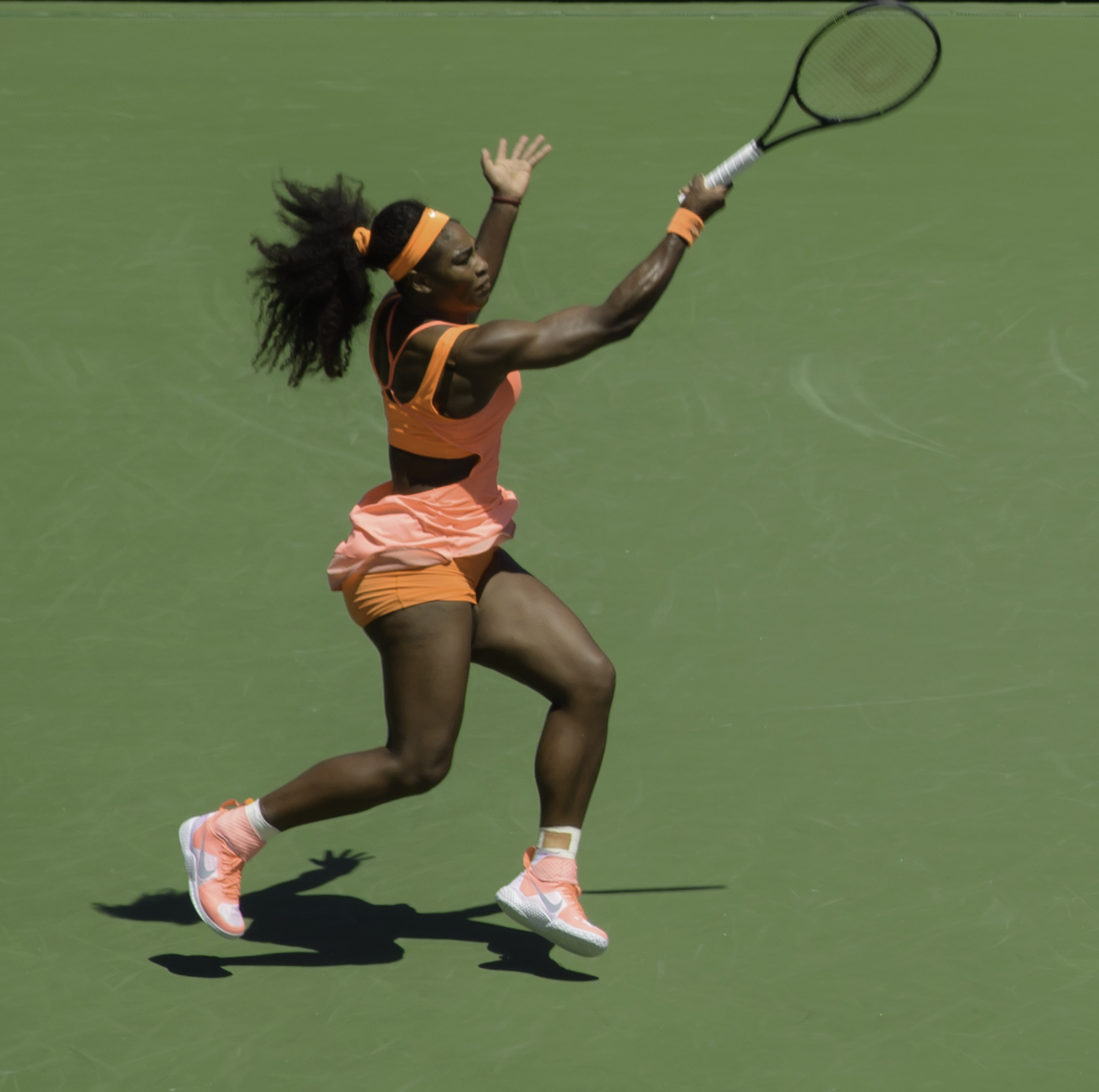
Serena Williams

- Asunción/Paraguay: Auf der letzten Station seiner Südamerikareise würdigt Papst Franziskus die Rolle der Frau im Aufbau der paraguayischen Gesellschaft sowie den Demokratisierungsprozess des Landes.[32]
- London/Vereinigtes Königreich: Die Amerikanerin Serena Williams gewinnt das Damen-Einzel-Turnier der Wimbledon Championships im Tennis zum sechsten Mal. Im Finale unterliegt ihr Garbiñe Muguruza aus Spanien 4:6 und 4:6.[33] Den Wettbewerb im Damen-Doppel gewinnt die Schweizerin Martina Hingis an der Seite von Sania Mirza aus Indien. 1996 gewann Hingis diesen Wettbewerb, im Alter von 15 Jahren, zum ersten Mal.[34]
- N’Djamena/Tschad: Bei einem Selbstmordattentat auf einem Markt in der tschadischen Hauptstadt, bei der die Attentäterin ihren Sprengsatz versteckt unter einer Burka zündet, werden mindestens 15 Personen getötet und 70 verletzt. Die islamistische Terrorgruppe Boko Haram, gegen die das tschadische Militär unter anderem in Nachbarländern dortige Armeen unterstützt, übernimmt für den Anschlag die Verantwortung.[35]
- Skhirat/Marokko: Das libysche Parlament der Übergangsregierung mit Sitz in Tobruk und Teile der Zivilgesellschaft unterzeichnen einen von den Vereinten Nationen vermittelten Friedensplan für Libyen, der eine Einheitsregierung und Neuwahlen vorsieht. Das international nicht anerkannte Gegenparlament in Tripolis boykottiert den Friedensplan.[36]
- Toluca de Lerdo/Mexiko: El Chapo, oberster Chef des mexikanischen Drogenkartells Sinaloa bricht aus dem Hochsicherheitsgefängnis Altiplano durch einen 1,5 km langen Tunnel aus und ist seitdem flüchtig.[37][38]

### Sonntag, 12. Juli 2015
- Bogotá/Kolumbien: Rebellen der FARC und die Regierung Kolumbiens kündigen einen umfassenden Waffenstillstand an, bevor eine Vereinbarung zur Lösung des jahrzehntelangen Konfliktes erfolgen soll.[39]
- London/Vereinigtes Königreich: Der Serbe Novak Đoković gewinnt das Herren-Einzel-Turnier der Wimbledon Championships im Tennis gegen Roger Federer aus der Schweiz in vier Sätzen. Es ist sein dritter Turniersieg.[40]

### Montag, 13. Juli 2015

Feynman-Diagramm des Zerfalls des Lambda-b-Baryon in Kaon und Pentaquark

- Brüssel/Belgien: Der niederländische Politiker Jeroen Dijsselbloem wird für eine zweite Amtszeit als Vorsitzender der Euro-Gruppe wiedergewählt.[41]
- Bukarest/Rumänien: Die rumänische Staatsanwaltschaft erhöht den Druck auf den Ministerpräsidenten Victor Ponta und beschuldigt ihn offiziell der Geldwäsche und Beihilfe zur Steuerhinterziehung. Die Opposition fordert seinen Rücktritt.[42]
- Genf/Schweiz: LHCb-Forscher des CERN berichteten von der Entdeckung zweier Pentaquarks-Charmonium-Zustände (Pentaquarks mit Beteiligung von Charm- und Anti-Charm-Quarks) beim Zerfall des Lambda-b-Baryons {\displaystyle \Lambda _{b}^{0}\ } in das Kaon {\displaystyle \mathrm {K} ^{-}\ } und das Pentaquark (uudcc).[43]
- Pjöngjang/Nordkorea: Zum 70. Jahrestag der Befreiung von japanischer Kolonialherrschaft kündigt Nordkorea eine Amnestie an. Die meisten Strafgefangenen sind aus politischen Gründen inhaftiert.[44]
- Tiflis/Georgien: Georgien beschuldigt Russland, die Souveränität des Landes durch einseitige Grenzmarkierungen an einer internationalen Ölpipeline im seit Ende des Kaukasuskrieges 2008 russisch besetzten Südossetien zu verletzen.[45]

### Dienstag, 14. Juli 2015

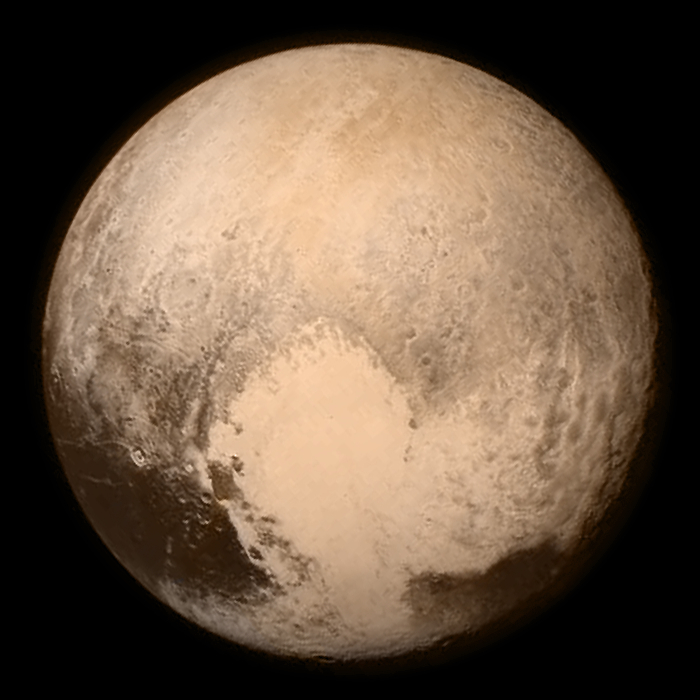
Pluto, aufgenommen von der Raumsonde New Horizons am 13. Juli 2015 aus einer Entfernung von rund 768.000 km

- Hyderabad/Indien: Bei einer während des hinduistischen Maha-Pushkaralu-Festes ausgelösten  Massenpanik im Bundesstaat Andhra Pradesh, bei dem Tausende Gläubige gleichzeitig ein Bad im Fluss Godavari nehmen wollen, werden mindestens 27 Pilger getötet.[46]
- Weltall: Die US-amerikanische Raumsonde New Horizons passiert den Zwergplaneten Pluto und dessen Mond Charon. Dabei entstehen erstmals Detailphotos der beiden Himmelskörper.[47]
- Wien/Österreich: Die UN-Vetomächte sowie Deutschland und der Iran finden nach langen Verhandlungen eine Lösung im Atomstreit. Die Sanktionen sollen bald enden.[48]

### Mittwoch, 15. Juli 2015

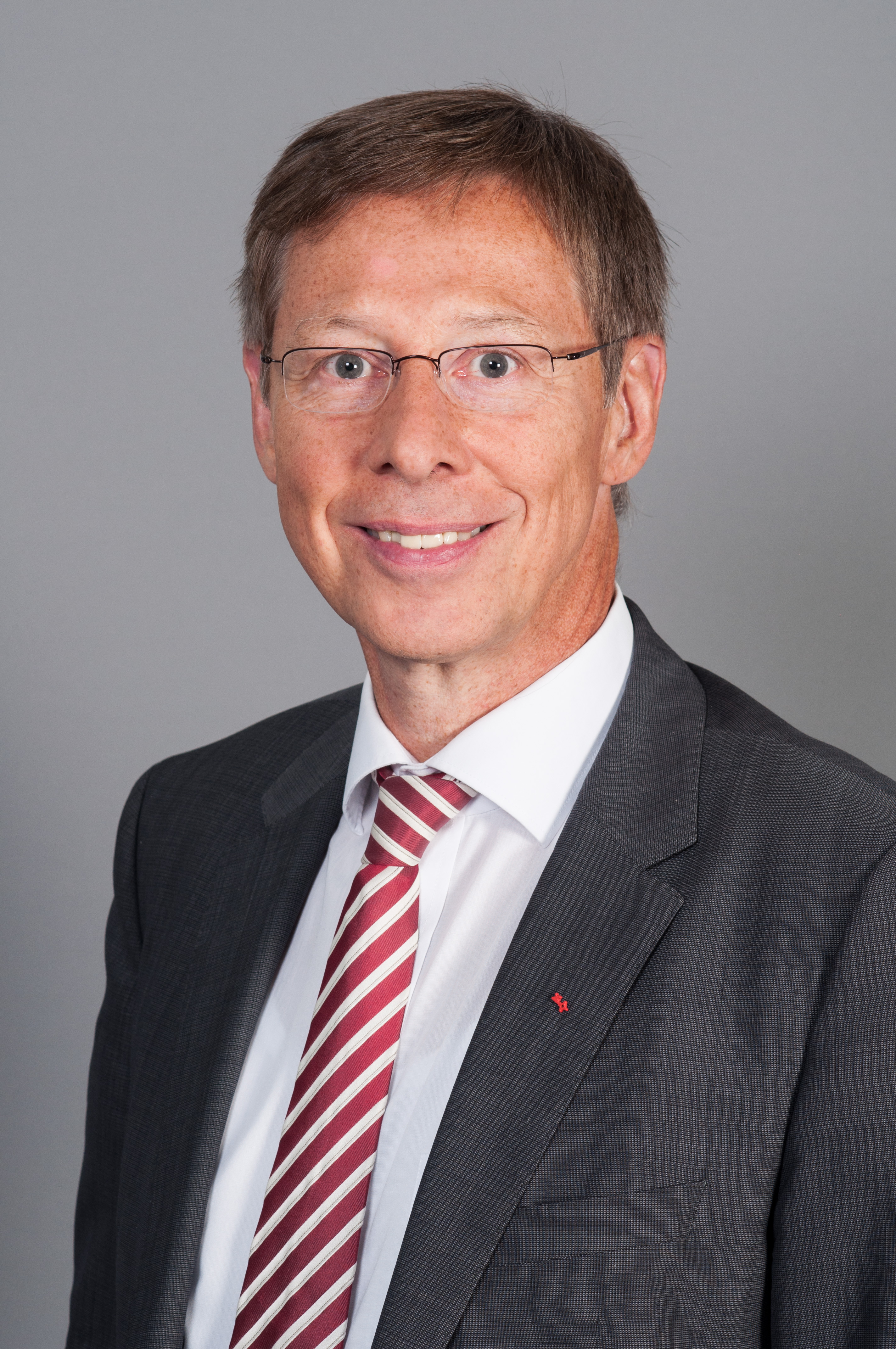
Carsten Sieling

- Aden/Jemen: Gefolgsleute des jemenitischen Präsidenten Abed Rabbo Mansur Hadi erobern den Flughafen und den Hafen der zweitgrößten Stadt Jemens aus dem Machtbereich der Huthi-Rebellen.[49]
- Bremen/Deutschland: Carsten Sieling (SPD) wird von der Bürgerschaft zum Nachfolger des zurückgetretenen Bürgermeisters Jens Böhrnsen gewählt.[50]
- Lüneburg/Deutschland: Das Landgericht Lüneburg verurteilt den früheren SS-Unterscharführer Oskar Gröning wegen Beihilfe zum Mord in 300.000 Fällen zu einer Haftstrafe von vier Jahren.[51]

### Donnerstag, 16. Juli 2015
- Athen/Griechenland: Die Abgeordneten des griechischen Parlamentes stimmen mit großer Mehrheit für erste Spar- und Reformmaßnahmen wie die Erhöhung der Mehrwertsteuer und die Einleitung einer Rentenreform, die die Kreditgeber zur Bedingung für Gespräche über neue finanzielle Unterstützung in Milliardenhöhe gemacht hatten. Premierminister Alexis Tsipras ist bei der Abstimmung allerdings auf die Stimmen der Opposition angewiesen, da zahlreiche Abgeordnete seiner Syriza-Partei gegen das Gesetzespaket votieren oder sich der Stimme enthalten.[52]
- Mount Hagen/Papua-Neuguinea: Bei Stammeskämpfen in einer abgelegenen Region der Western Highlands Province kommen mehrere Personen um und weitere werden verletzt.[53]

### Freitag, 17. Juli 2015
- Bagdad/Irak: In der nordöstlich von Bagdad gelegenen Stadt Khan Bani Saad ermordet ein vorgeblicher Eiscremeverkäufer bei einem Selbstmordanschlag mindestens 120 Menschen. Die Terrororganisation ISIS behauptet später auf Twitter, für das Verbrechen verantwortlich zu sein.[54][55]

### Samstag, 18. Juli 2015
- Riad/Saudi-Arabien: In Saudi-Arabien werden 431 Personen mit dem Vorwurf, in Verbindung zur Terrororganisation Islamischer Staat zu stehen, festgesetzt.[56]

### Sonntag, 19. Juli 2015
- Kassel/Deutschland: Die Partei Allianz für Fortschritt und Aufbruch (Alfa) wird gegründet.[57] Es handelt sich um eine Abspaltung von der 2013 gegründeten Partei Alternative für Deutschland. Deren ehemaliger Vorsitzender Bernd Lucke hat nun den Vorsitz bei Alfa inne.
- Timbuktu/Mali: Bei einem Besuch führender UNESCO-Vertreter im malischen Timbuktu, dessen Zentrum zum UNESCO-Weltkulturerbe zählt, wird bekannt, dass drei Jahre nach ihrer Zerstörung durch islamistische Extremisten 14 Sufi-Mausoleen rekonstruiert worden sind.[58]

### Montag, 20. Juli 2015
- Bethesda/Vereinigte Staaten: Lockheed Martin kauft den Helikopterhersteller Sikorsky.[59]
- Suruç/Türkei: Bei einem Selbstmordanschlag auf ein Kulturzentrum im türkischen Suruç nahe der syrischen Grenze kommen 32 Personen ums Leben, 100 werden verletzt. Die türkische Regierung macht die Terrororganisation Islamischer Staat für die Tat verantwortlich.[60] Zur Verhinderung einer Protestbewegung sowie der Verbreitung von Bild- oder Videomaterial von dem Anschlag sperrt die Regierung die Kommunikationsplattform Twitter und verhängt eine Nachrichtensperre.[61]

### Dienstag, 21. Juli 2015
- Boston/Vereinigte Staaten: In zwei zeitgleich erschienenen Studien über die Besiedlung Amerikas werden kleine DNA-Anteile von Australo-Melanesiern in amerikanischen Ureinwohnern des Amazonasbeckens nachgewiesen.[62]
- Bujumbura/Burundi: Der bisherige Amtsinhaber Pierre Nkurunziza gewinnt die umstrittene Präsidentschaftswahl in Burundi, die gegen die dortige Verfassung verstößt, mit 69 Prozent der Stimmen. Die Opposition boykottiert die Wahlen.[63]
- Karlsruhe/Deutschland: Das Bundesverfassungsgericht entscheidet, dass die Einführung des Betreuungsgelds mangels Gesetzgebungskompetenz des Bundes gegen das Grundgesetz verstößt.[64]
- Manila/Philippinen: Aufgrund anhaltender Spannungen um Territorialansprüche im Südchinesischen Meer erhöhen die Philippinen ihren Verteidigungsetat um 25 Prozent.[65]
- Wien/Österreich: Der österreichische Verwaltungsgerichtshof entscheidet, dass für Computer mit Internetanschluss keine Rundfunkgebühr zu entrichten ist.[66]

### Mittwoch, 22. Juli 2015
- Bregenz/Österreich: Die Bregenzer Festspiele werden von Bundespräsident Heinz Fischer eröffnet und zeigen Puccinis letzte Oper Turandot in prominenter Besetzung auf der Seebühne. Für die Besetzung und weitere Opernaufführungen der Festspiele siehe: Opernbesetzungen der Bregenzer Festspiele ab 2015.[67]

### Donnerstag, 23. Juli 2015
- Washington, D.C./Vereinigte Staaten: Die US-amerikanische Raumfahrtbehörde NASA entdeckt mit Kepler-452b einen weiteren erdähnlichen Planeten außerhalb unseres Sonnensystems.[68]

### Freitag, 24. Juli 2015
- İncirlik/Türkei: Die USA dürfen künftig den strategisch wichtigen türkischen Stützpunkt İncirlik für Luftangriffe gegen die Terrormiliz Islamischer Staat nutzen.[69]
- Kasan/Russland: Präsident Putin eröffnet die 16. Schwimmweltmeisterschaften in der tatarischen Hauptstadt Kasan.[70]
- Kilis/Türkei: Die Türkei fliegt erstmals Luftschläge gegen Stellungen der Terrormiliz Islamischer Staat in Syrien.[69]

### Samstag, 25. Juli 2015
- Los Angeles/Vereinigte Staaten: Michelle Obama eröffnet die 14. Special Olympics.[71]
- Tunis/Tunesien: Das tunesische Parlament billigt ein neues Antiterrorgesetz, das den Sicherheitskräften weitgehende Befugnisse, gegen Verdächtige vorzugehen, einräumt und die Todesstrafe im tunesischen Recht verankert.[72]

### Sonntag, 26. Juli 2015
- al-Hasaka/Syrien: Kurdische Volksverteidigungseinheiten (YPG) berichten, dass die Türkei Stellungen in Nordsyrien, die unter ihrer Kontrolle stehen, aus der Luft bombardiert. Außerdem greift die Türkei Stellungen der verbotenen Arbeiterpartei PKK im Nordirak an.[73]
- Maroua/Kamerun: Bei einem Selbstmordanschlag eines 13-jährigen Mädchens der Boko Haram werden mindestens 20 Personen getötet und 70 weitere verletzt.[74]
- Mogadischu/Somalia: Bei einem Selbstmordanschlag der Shabaab-Miliz durch eine Autobombe auf ein Luxushotel, in dem vor allem Regierungsbeamte, Vertreter internationaler Organisationen und Diplomaten verkehren, werden mindestens sechs Personen getötet sowie Chinas Vertretung beschädigt.[75]
- Philadelphia/Vereinigte Staaten: Mexiko gewinnt durch einen 3:1-Sieg gegen Jamaika den CONCACAF Gold Cup 2015.[76]

### Montag, 27. Juli 2015
- Berlin/Deutschland: Die 14. European Maccabi Games beginnen. Die offizielle Eröffnung durch Bundespräsident Gauck am Folgetag besuchen rund 10.000 Zuschauer in der Waldbühne Berlin.[77]
- Straßburg/Frankreich: Aus Protest gegen sinkende Preise, die kaum mehr die Erzeugerkosten decken, blockieren französische Landwirte im Elsass Agrarimporte aus Deutschland. Der Protest richtet sich auch gegen Wettbewerbsnachteile, da die Arbeitskosten in der benachbarten deutschen Landwirtschaft durch den Einsatz osteuropäischer Erntehelfer deutlich geringer sei.[78]

### Dienstag, 28. Juli 2015
- Addis Abeba/Äthiopien: Mit Barack Obama spricht zum ersten Mal ein amtierender US-Präsident vor der Afrikanischen Union. Obama lobt dabei einerseits die Leistungen des Kontinents und hebt dessen wirtschaftliches Potential hervor, kritisiert andererseits jedoch Demokratiedefizite sowie die Langzeitherrscher des Erdteils und mahnt zu Reformen.[79]
- Ankara/Türkei: Der türkische Präsident Erdoğan erklärt den Friedensprozess mit der als terroristische Vereinigung eingestuften PKK in seinem Land für beendet. Legalen Parteien wie der HDP, die sich für die kurdische Minderheit einsetzt und bei den letzten Wahlen eine absolute Mehrheit der Regierungspartei AKP in der Nationalversammlung verhindert hatte, drohen Repressionen wie die Aufhebung der Immunität ihrer Parlamentsabgeordneten sowie die Einleitung eines Verbotsverfahrens.[80]
- Boston/Vereinigte Staaten: Mit Boston zieht der als bisherige Favorit Geltende seine Bewerbung um die Olympischen Sommerspiele 2024 aufgrund mangelnder Unterstützung der Bevölkerung zurück.[81]
- Tripolis/Libyen: Saif al-Islam, der Sohn des früheren libyschen Herrschers Muammar al-Gaddafi, wird in einem zweifelhaften Prozess in Abwesenheit wegen Kriegsverbrechen und der Unterdrückung friedlicher Proteste während der Revolution von 2011 zum Tode verurteilt.[82]

### Mittwoch, 29. Juli 2015
- Kabul/Afghanistan: Die afghanische Regierung bestätigt, dass der frühere Anführer der Taliban, Mohammed Omar, bereits vor zwei Jahren in einem pakistanischen Krankenhaus an Tuberkulose gestorben ist.[83]

### Donnerstag, 30. Juli 2015

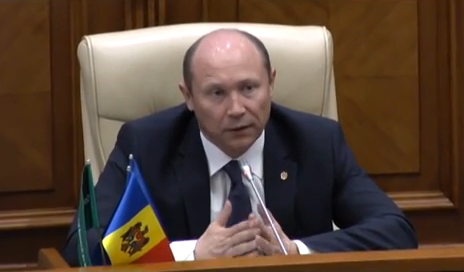
Valeriu Streleț

- Chișinău/Moldawien: Im Parlament wird der proeuropäische Politiker Valeriu Streleț zum neuen Ministerpräsidenten Moldawiens gewählt.[84]
- New York City/Vereinigte Staaten: Russland verhindert mit seinem Veto im Sicherheitsrat der Vereinten Nationen die Einsetzung eines unabhängigen Tribunals zur Aufklärung des Absturzes von Flug MH17 über dem Osten der Ukraine. Westliche Vertreter im UN-Sicherheitsrat bemängeln, dass Russland die Separatisten ermutigt hat, internationalen Ermittlern den Zutritt zu verwehren, und damit Gerechtigkeit verweigere, während die russische Seite die Unabhängigkeit der Untersuchungen in Zweifel zieht.[85]

### Freitag, 31. Juli 2015
- Conakry/Guinea: In Guinea hat der mögliche Ebola-Impfstoff VSV-EBOV erfolgreich den Feldversuch an 4000 Probanden, welche nach zehn Tagen Kontakt mit Neuinfizierten zuverlässig vor einer Ansteckung mit dem Virus geschützt wurden, bestanden. Um Weiteres über den Impfstoff und die Bekämpfung des Ebolavirus herauszufinden, sind nach Angaben der Weltgesundheitsorganisation weitere Studien erforderlich.[86]
- Kuala Lumpur/Malaysia: Das Internationale Olympische Komitee (IOC) vergibt die Olympischen Winterspiele 2022 an Peking. Damit setzt sich der Favorit gegen den einzigen verbliebenen Mitkonkurrenten Almaty aus Kasachstan durch. Für Peking, das als erste Stadt Sommer- und Winterspiele ausrichtet, spricht Chinas Wirtschaftskraft. Olympiagegner kritisieren die Wasserknappheit und den Schneemangel in der Region, die Gefahr des Smogs sowie die katastrophale Menschenrechtslage in dem repressiven politischen System.[87][88]
- Neu-Delhi/Indien: Indien und Bangladesch tauschen über 100 Enklaven in ihrem Grenzgebiet. Damit erhalten die bisher staatenlosen 52.000 Bewohner dieser Gebiete eine Staatsbürgerschaft. Nur etwa 1000 Bewohner sind aus den indischen Exklaven in ihr Mutterland umgezogen, die Bewohner der bengalischen Exklaven nehmen ausnahmslos die indische Staatsbürgerschaft an.[89]